# Desigual

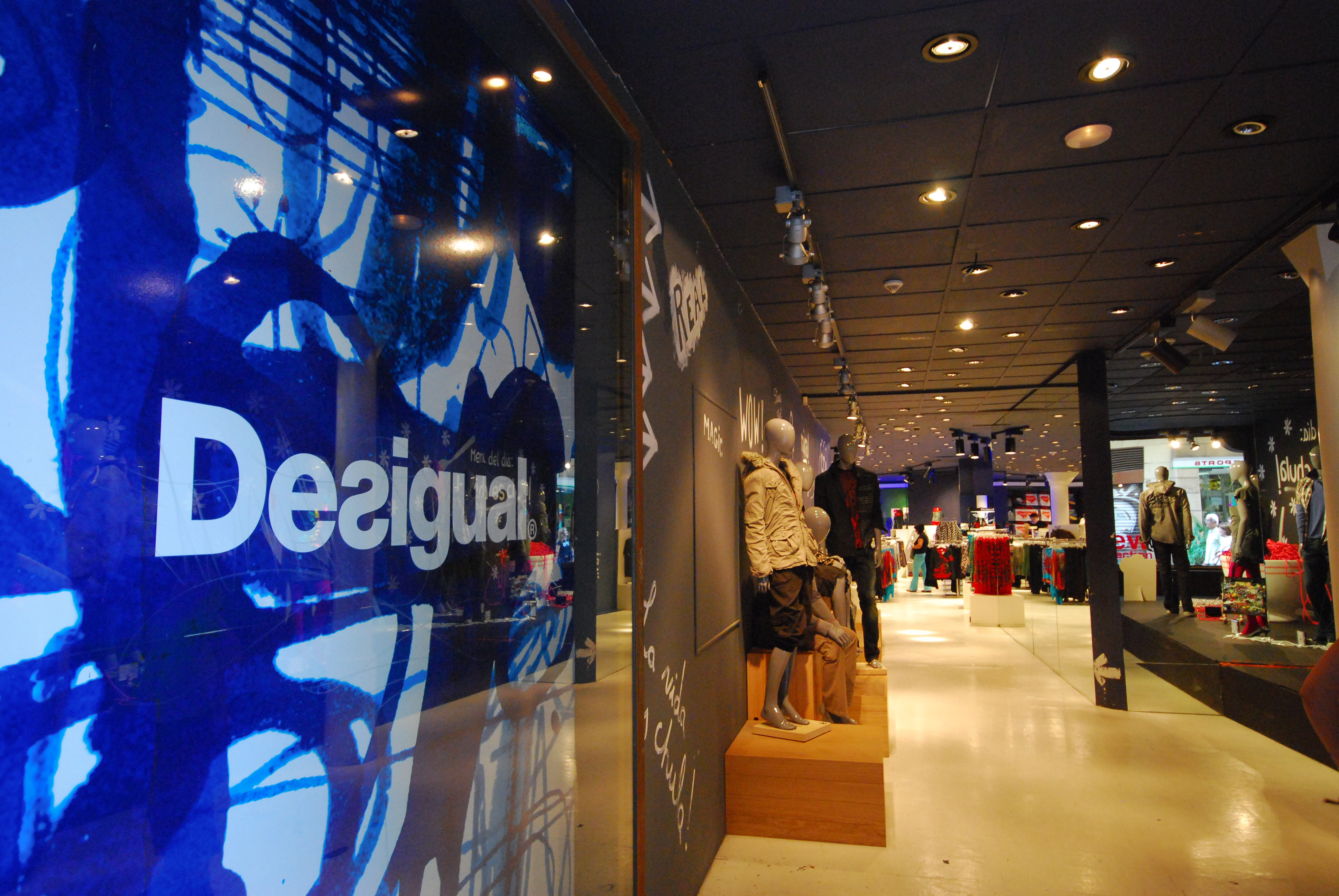
Magazin Desigual

Desigual este o companie producătoare de îmbrăcăminte din Barcelona, Spania.
A fost înființată de elvețianul Thomas Meyer în anul 1984.
În anul 2011, Desigual a avut o cifră de afaceri de 550 milioane euro și 3.563 de angajați.